# Parkkerk (Leeuwarden)
De Parkkerk is een kerkgebouw in de Nederlandse stad Leeuwarden.
De kerk met aan de noordgevel een klokkentoren werd in 1955 gebouwd naar ontwerp van architect Sieger Riddersma. Het kerkgebouw in de Jan van Scorelbuurt is sinds 2011 een gemeentelijk monument (nr. 219).
De kerk werd gebouwd voor de Gereformeerde Wijkgemeente Huizum-West. Het kerkgebouw werd in 1996 verkocht aan de baptisten van de Baptistenkerk in Leeuwarden. De gereformeerden gingen samen op weg met de hervormden van de vlakbij gelegen Kurioskerk.

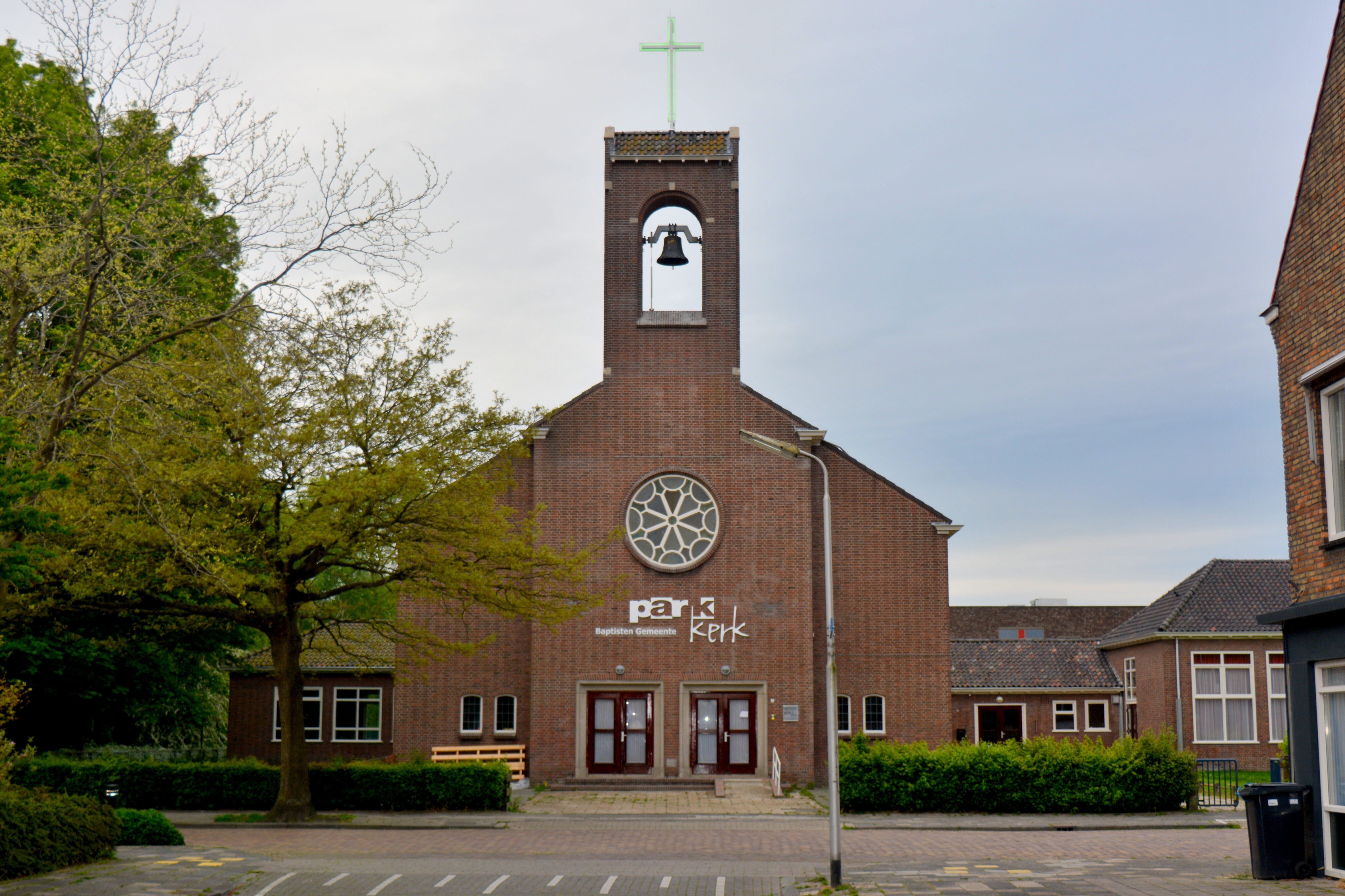
Voorgevel